# Îles Senkaku
Les îles Senkaku (尖閣諸島, Senkaku-shotō, littéralement en japonais : « archipel Senkaku » , également : Senkaku-guntō et Senkaku-rettō), aussi appelées îles Senkaku-Diaoyu ou quelquefois îles Diaoyutai (en chinois simplifié : 钓鱼台群岛 ; chinois traditionnel : 釣魚台群島 ; pinyin : Diàoyútái Qúndǎo ; litt. « île de la pêche aux poissons ») sont un ensemble de petites îles japonaises se trouvant en mer de Chine orientale.
Ces huit îlots et rochers inhabités, incorporés pour la plupart au Japon en 1895, sont l'objet d'un conflit territorial important (leur possession étant liée à l'obtention d'une ZEE afférente), et sont revendiqués concurremment par Taïwan et par la Chine depuis 1971, qui les a pourtant reconnus comme japonais en 1920 sous le gouvernement de la république de Chine.
Dans les médias internationaux, ces îles sont également parfois appelées Diaoyu (nom utilisé en république populaire de Chine) ou Pinnacle en anglais.

## Géographie

### Localisation
Les îles Senkaku se situent au nord-est de Taïwan et au sud-ouest du Japon en mer de Chine orientale. Dans l'ordre croissant des distances, les îles se trouvent à :
- 140 km à l'est de l'îlot militaire de Pengjia, république de Chine (Taïwan)[6] ;
- 150 km au nord de l'île d'Yonaguni, Japon ;
- 186 km au nord-est de la ville de Keelung, république de Chine (Taïwan) ;
- 355 km au sud-est de la ville de Wenzhou, république populaire de Chine ;
- 410 km à l'ouest de l'île d'Okinawa, Japon.

Administrativement, elles dépendent de la ville d'Ishigaki sur l'île éponyme de la préfecture d'Okinawa (Japon). Géographiquement, elles font partie de l'archipel Sakishima, avec les îles Yaeyama, Miyako (plus au sud) et Ryūkyū.
L'intérêt de ces îles est avant tout économique. En plus de ressources halieutiques, leur environnement sous-marin pourrait recéler d'importants gisements d'hydrocarbures, comme celui de Chunxiao/Shirakaba.
Ces îlots sont officiellement revendiqués depuis 1971 par la république de Chine (Taïwan) qui les rattache au canton de Toucheng dans le comté de Yilan, comme par la république populaire de Chine qui les rattache à la province de Taïwan,, car ils présentent, en plus d'un intérêt économique, un intérêt stratégique certain pour la Marine chinoise.

### Topographie
| Nom en japonais                                                            | Nom en chinois                                                                | Coordonnées                   | Superficie (km2) | Image |
| -------------------------------------------------------------------------- | ----------------------------------------------------------------------------- | ----------------------------- | ---------------- | ----- |
| Kuba-jima ou Kuba-shima (久場島, litt. Île du lieu jadis)                  | Huangwei Yu (黃尾嶼, litt. Île de la queue jaune)                             | 25° 55′ 26″ N, 123° 40′ 55″ E | 1.08             |       |
| Taishō-tō ou Taishō-jima (大正島, litt. Île de la grande droiture)         | Chiwei Yu (赤尾嶼, litt. Île de la queue rouge)                               | 25° 55′ 21″ N, 124° 33′ 31″ E | 0.0609           |       |
| Uotsuri-shima ou Uotsuri-jima (魚釣島, litt. Île de la pêche aux poissons) | Diaoyutai (釣魚台, litt. Île de la pêche aux poissons) ou Diaoyu Dao (釣魚島) | 25° 44′ 36″ N, 123° 28′ 33″ E | 4.32             |       |
| Kita-kojima (北小島, litt. Îlot du nord)                                   | Bei Xiaodao (北小島, litt. Îlot du nord)                                      | 25° 43′ 47″ N, 123° 32′ 29″ E | 0.3267           |       |
| Minami-kojima (南小島, litt. Îlot du sud)                                  | Nan Xiaodao (南小島, litt. Îlot du sud)                                       | 25° 43′ 25″ N, 123° 33′ 00″ E | 0.4592           |       |
| Oki-no-kita-iwa (沖ノ北岩, litt. Rocher du nord du large)                  | Chong Bei Yen (沖北岩) ou Da Bei Xiaodao (大北小島, litt. Grande île du Nord) | 25° 46′ 45″ N, 123° 32′ 30″ E | 0.0183           |       |
| Oki-no-minami-iwa (沖ノ南岩, litt. Rocher du sud du large)                 | Chong Nan Yen (沖南岩) ou Da Nan Xiaodao (大南小島, litt. Grande île du Sud)  | 25° 45′ 19″ N, 123° 34′ 01″ E | 0.0048           |       |
| Tobise (飛瀬, litt. Haut-fond volant)                                      | Yan Jiaoyan (岩礁岩) ou Fei Jiaoyan (飞礁岩, litt. Rocher volant)             | 25° 44′ 08″ N, 123° 30′ 22″ E | 0.0008           |       |

Les îles Senkaku se composent principalement de cinq îlots :
- Kuba-jima ou Kuba-shima (久場島?, litt. Île du lieu jadis) en japonais, Huangwei Yu (黃尾嶼, litt. Île de la queue jaune) en chinois, 0,91 km2 (2 sur la carte de droite, très à l'est) ;
- Taishō-tō ou Taishō-jima (大正島?, litt. Île de la grande droiture) en japonais, Chiwei Yu (赤尾嶼, litt. Île de la queue rouge) en chinois, 0,06 km2 (3, au nord-ouest) ;
- Uotsuri-shima ou Uotsuri-jima (魚釣島?, litt. Île de la pêche aux poissons) en japonais, Diaoyutai (釣魚台, litt. Île de la pêche aux poissons) ou Diaoyu Dao (釣魚島) en chinois ;  c'est la plus grande île avec 3,81 km2 de superficie (1, à l'ouest) (25 0 45 'N, 1230 28' E), l'altitude maximale est de 362 mètres ;
- Kita-kojima (北小島?, litt. Îlot du nord) en japonais, Bei Xiaodao (北小島, litt. Îlot du nord) en chinois, 0,31 km2 (4) ;
- Minami-kojima (南小島?, litt. Îlot du sud) en japonais, Nan Xiaodao (南小島, litt. Îlot du sud) en chinois, 0,40 km2 (5) ;

Et de trois rochers :
- Oki-no-kita-iwa (沖ノ北岩?, litt. Rocher du nord du large) en japonais, Chong Bei Yen (沖北岩) ou Da Bei Xiaodao (大北小島, litt. Grande île du Nord) en chinois, 0,03 km2 (6) ;
- Oki-no-minami-iwa (沖ノ南岩?, litt. Rocher du sud du large) en japonais, Chong Nan Yen (沖南岩) ou Da Nan Xiaodao (大南小島, litt. Grande île du Sud) en chinois, 0,01 km2 (7) ;
- Tobise (飛瀬?, litt. haut-fond volant), Fei Lai (飛瀨) en japonais, Yan Jiaoyan (岩礁岩) ou Fei Jiaoyan (飞礁岩, litt. Rocher volant) en chinois, 0,002 km2 (8).

### Géologie
Ce groupe d'îlots et de rochers isolés, actuellement inhabité, repose sur la plate-forme continentale. La profondeur des fonds se situe entre 150 et 200 mètres, au nord-ouest de la fosse d'Okinawa (plate-forme continentale de la marge sud-est de la Chine),. La présence de la fosse d'Okinawa et la position de ces îles dans le contexte de la ceinture de feu du Pacifique fait l'objet des discussions entre scientifiques chinois et japonais en matière de justification territoriale. Quoi qu'il en soit, ce groupe a une histoire particulière et la faune et la flore distinctes des autres îles de l'archipel Ryukyu en témoignent. Les périodes d'isolement ou de rattachement à d'autres terres (mouvements eustatiques et tectoniques) ont défini l'histoire des espèces qui les peuplent.
La plus grande île du groupe, Uotsuri-jima, est essentiellement constituée de grès et est entourée d'un récif de corail. Sept petits sources et ruisseaux constituent le réseau hydrographique. La disponibilité en eau douce ne serait pas suffisante pour un peuplement important.
Durant le Tertiaire et le Quaternaire, les îles Nansei (Ryukyu et Senkaku) ont été maintes fois reliées et séparées à la fois au continent et des autres îles japonaises. La plupart des îles Ryukyu hébergent de nombreux organismes endémiques comme des mammifères (Felis iriomotensis et Pentalagus furnessi). La période d'isolement des Senkaku a sans doute été plus longue que celle de l'ensemble des Ryukyu, et durant plus de six millions d'années au Pliocène ; le groupe a été connecté avec le continent à certaines périodes du Pléistocène, en particulier pendant la baisse du niveau marin de la dernière période glaciaire quaternaire.
L'étude de la lignée des espèces de crabes d'eau douce (Geothelphusa) de Taiwan aux îles Ryukyu semble montrer que leur spéciation est le résultat des cycles de glaciaires et d'interglaciaires durant le Pléistocène.
Lors du dernier Maximum Glaciaire (vers 22 000-20 000 av. J.-C.), le niveau des mers étant 120 à 140 m plus bas dans ce secteur, une partie des îles faisait partie de l'Asie continentale et l'autre très proche de la côte. Avec la remontée du niveau marin, le groupe Senkaku et Taiwan semblent n'avoir été isolé du continent que récemment, au Tardiglaciaire, c'est-à-dire moins de 15 000 ans (les similitudes de l'herpétofaune de ces îles, de Taiwan et du continent vont dans le sens de ce scénario paléogéographique).

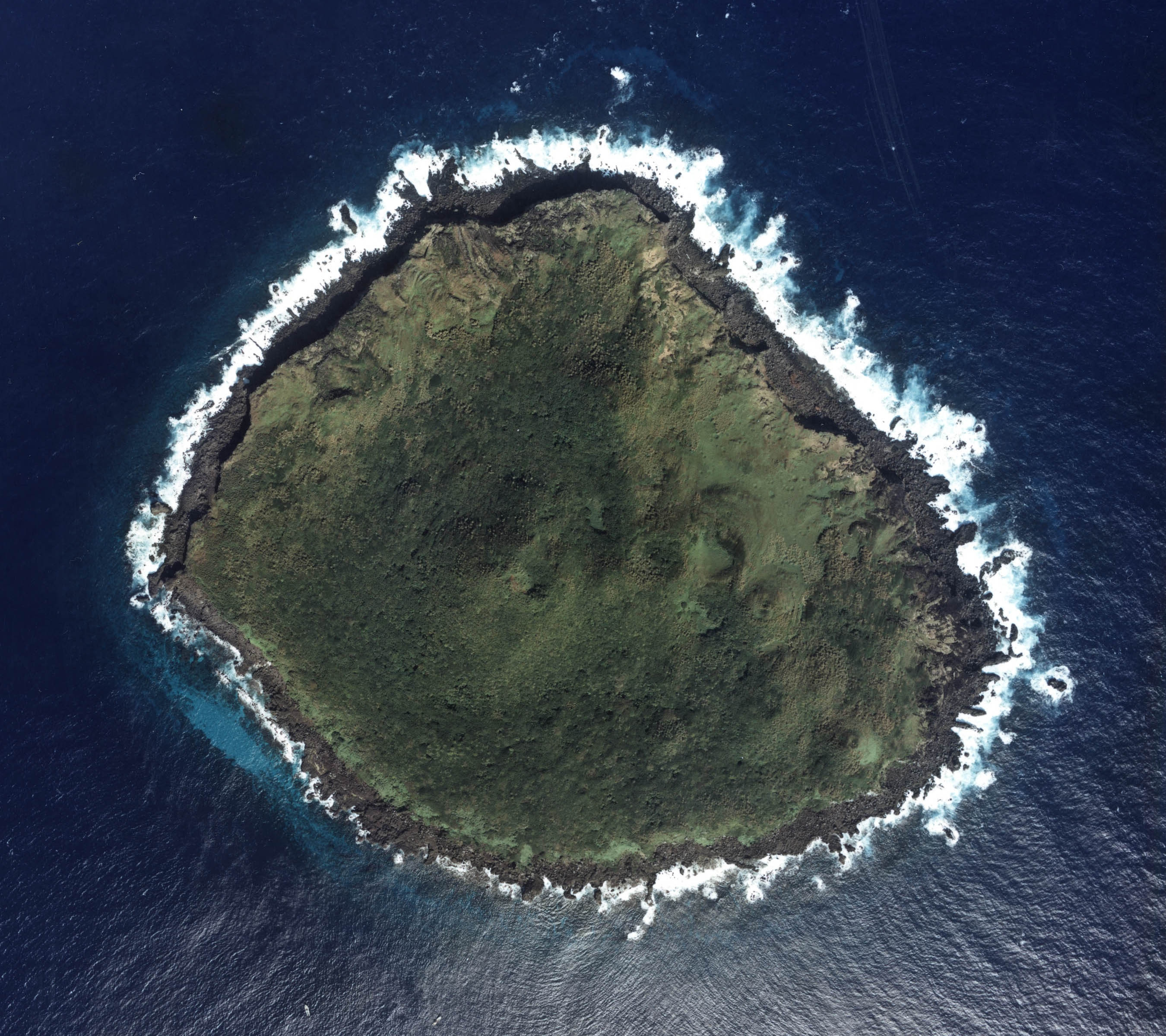
Kuba-jima
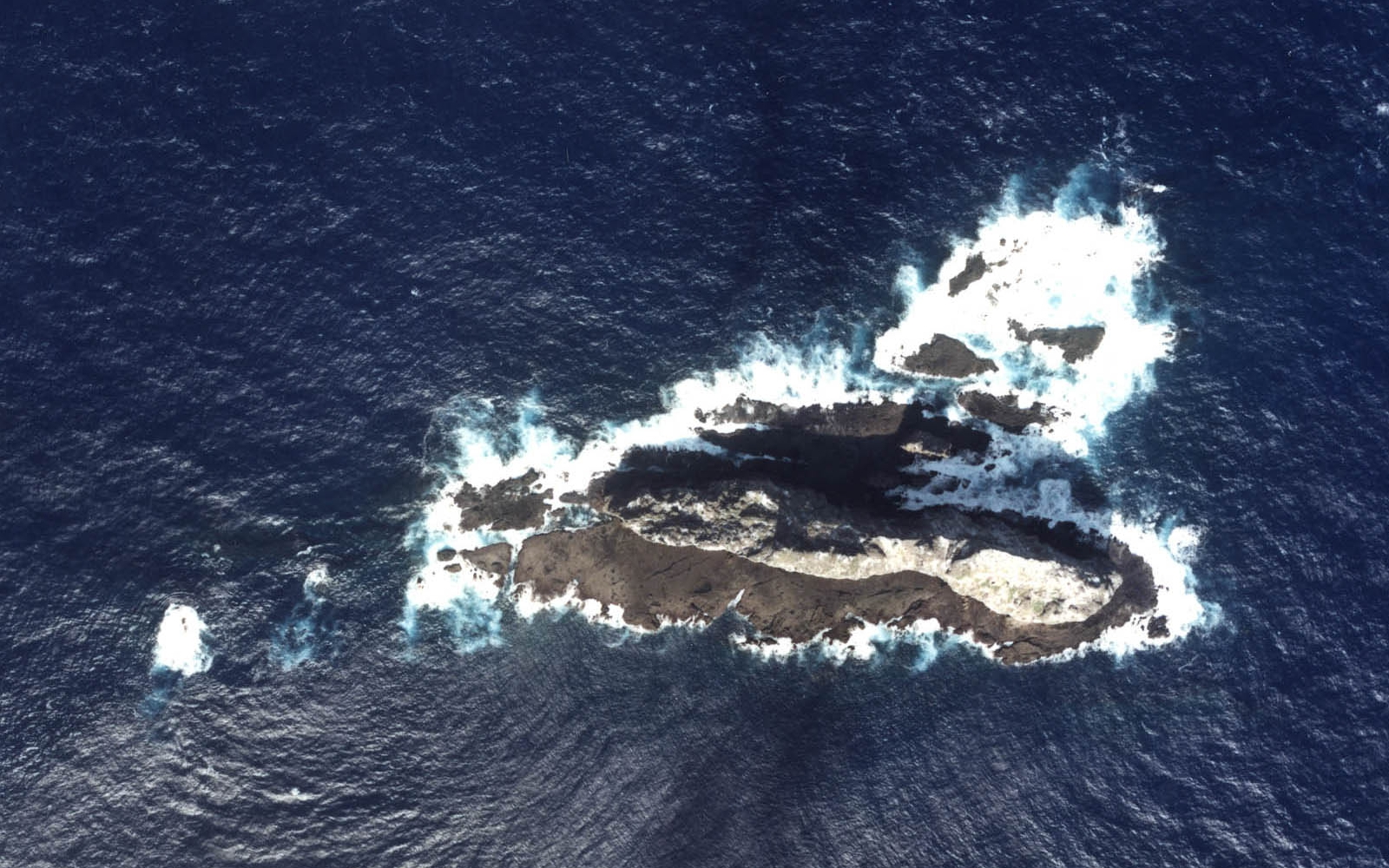
Taishō-jima
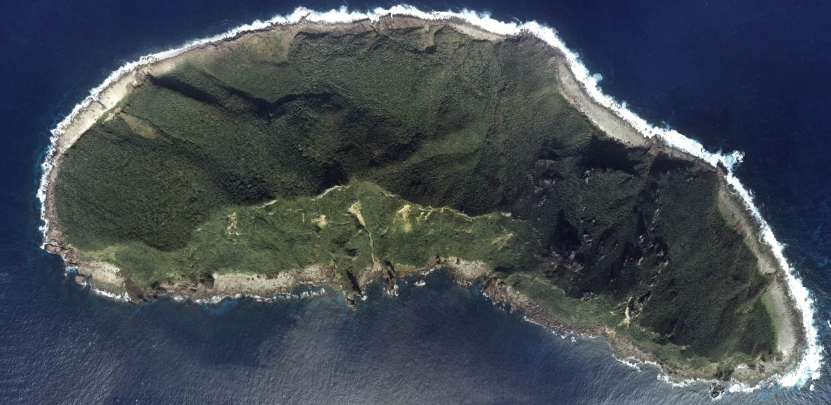
Uotsuri-jima
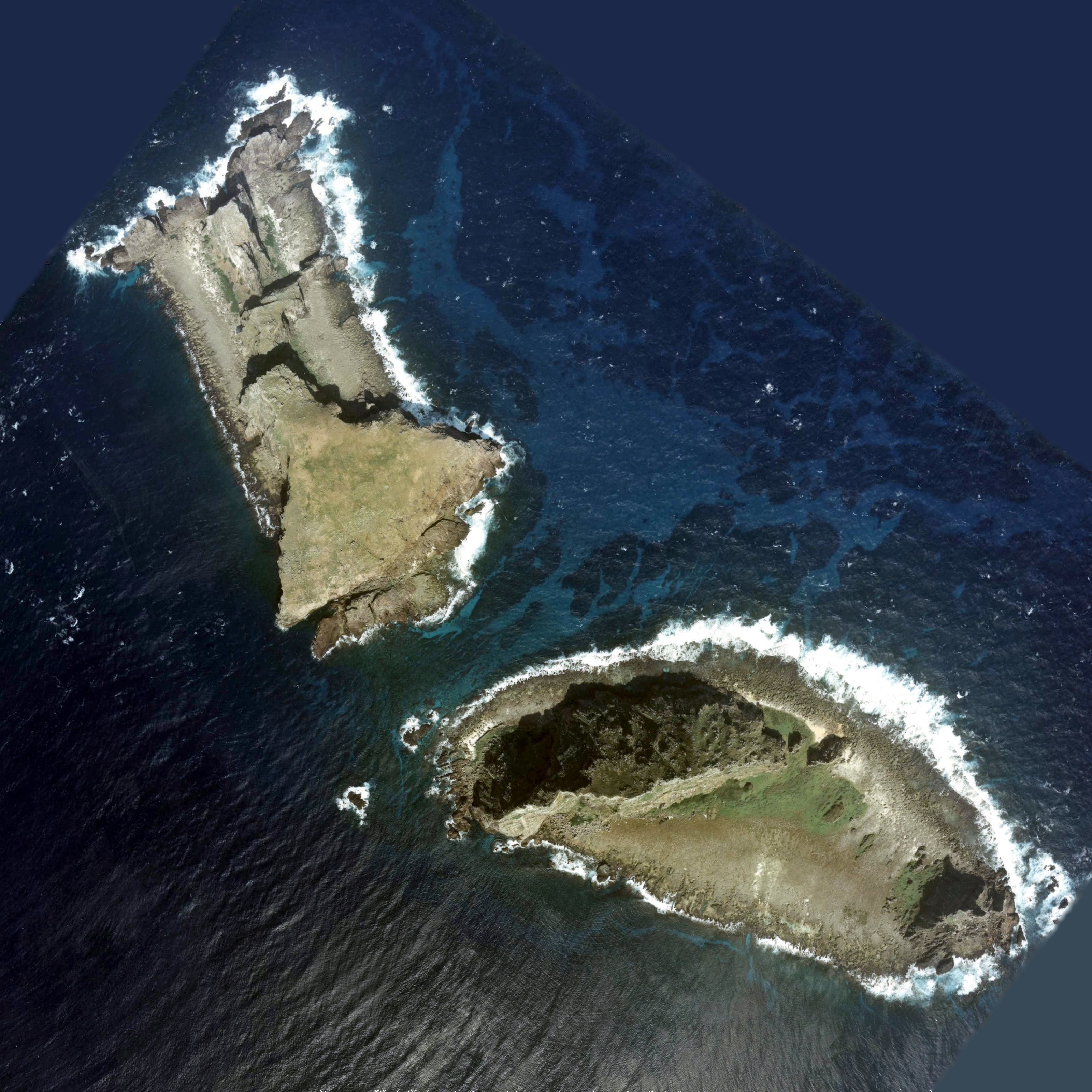
Kita-kojima  et Minami-kojima
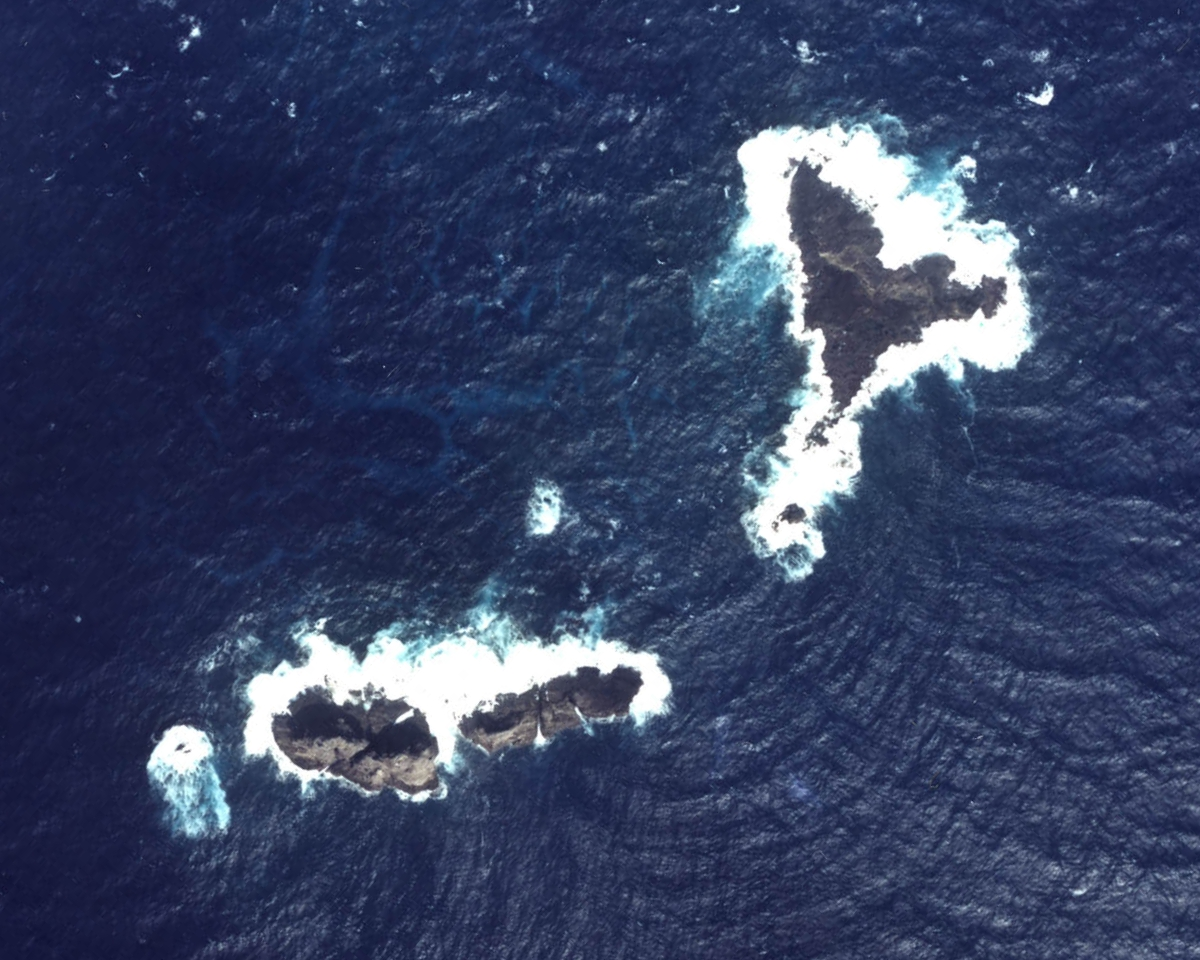
Oki-no-kita-iwa
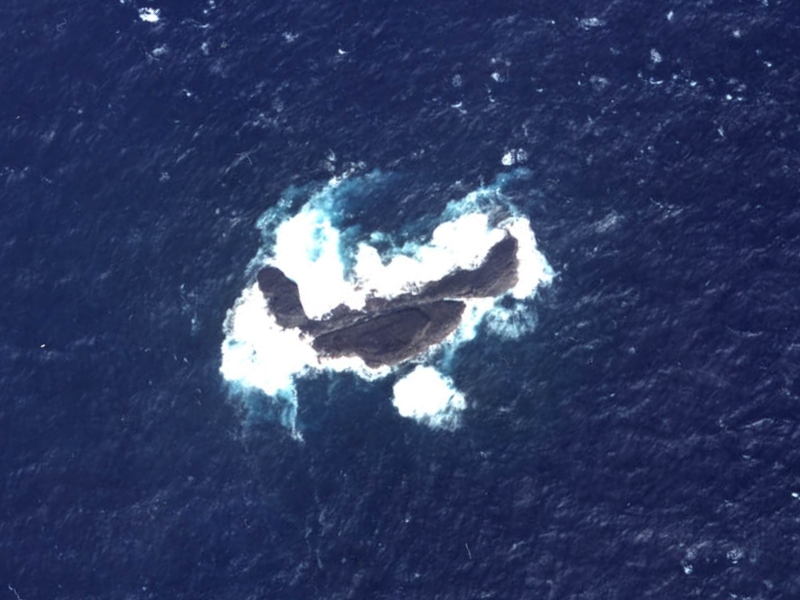
Oki-no-minami-iwa
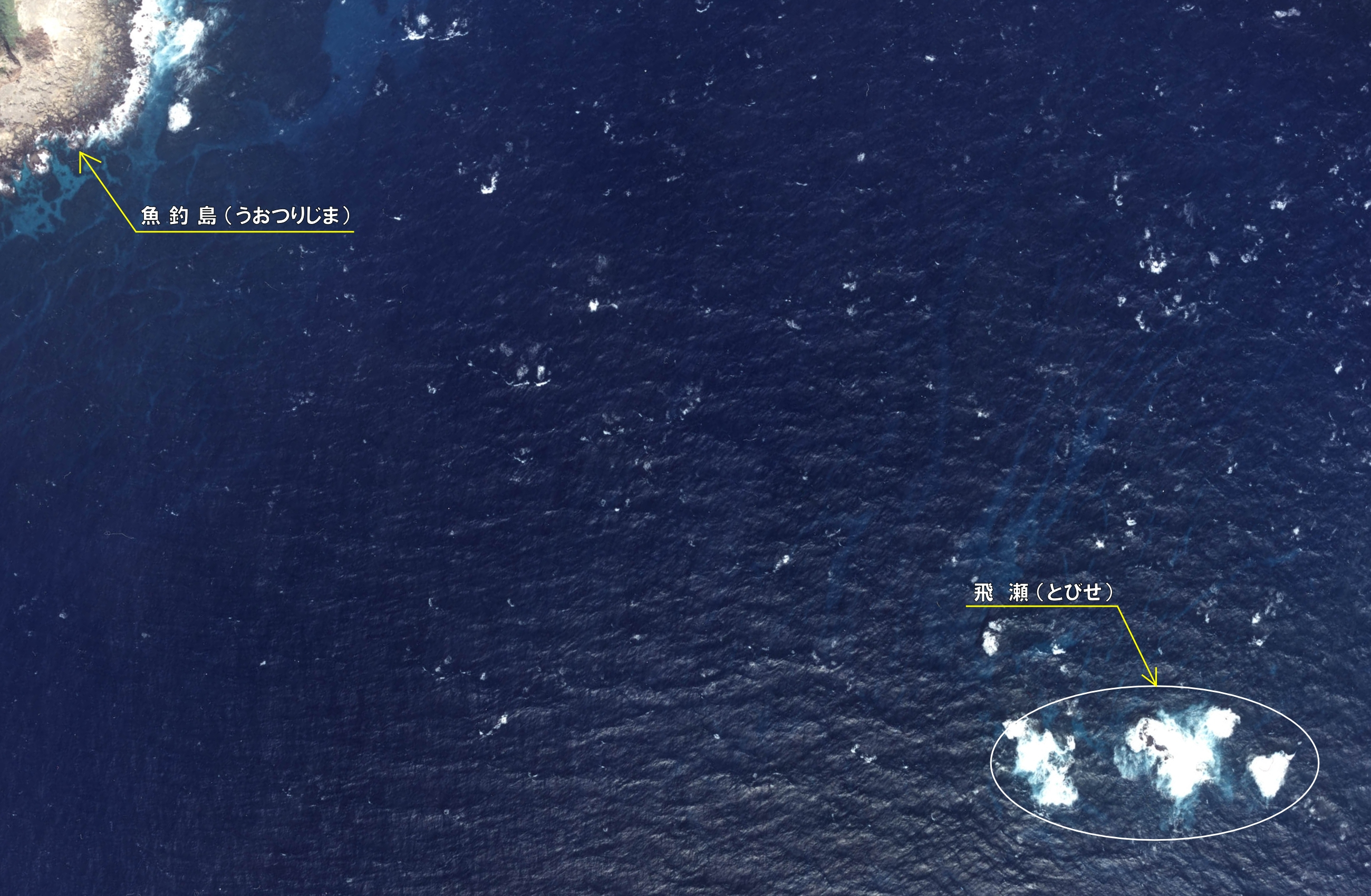
Tobise (Yan Jiaoyan) (Les rochers Tobise, au SE d'Uotsuri-jima ; cercle en bas de l'image)

### Flore et faune
La plus grande île du groupe, Uotsuri-jima, est principalement couverte de forêts de Livistona chinensis var. subglobosa, Arenga tremula, Ficus microcarpa et Planchonella obovata. Les arbustes de la zone côtière sont essentiellement Scaevola taccada. Les formations végétales naturelles de ces îles sont menacées par l'introduction d'espèces allochtones envahissantes.
L'isolement des îles et îlots a donc permis le développement de lignées spécifiques et la protection des milieux insulaires fragiles est nécessaire ne serait-ce qu'en raison de la présence d'espèces endémiques et d'espèces en danger. Trente-quatre oiseaux terrestres y ont été recensés. Six espèces et sous-espèces de reptiles vivent dans les îles Senkaku (Gekko hokouensis Pope, Eumeces elegans Boulenger, Scincella
sp., Ramphotyphlops braminus Daudin, Elaphe carinata carinata Gunther et Dinodon rufozonatus rufozonatus Cantor). Il n’y a aucun batracien.
L'isolement du groupe insulaire et les conflits territoriaux n'ont pas permis d'étude exhaustive comme de protection efficace.
Uotsuri-Jima présente donc un certain nombre d'espèces endémiques comme la taupe Mogera uchidai et la fourmi Okinawa-kuro-oo-ari (Camponotus sp. 6),. La taupe de Senkaku est une espèce menacée par les chèvres qui ont été introduites sur l'île en 1978.
Minami-Kojima est l'un des rares lieux de reproduction de l'albatros à queue courte (Phoebastria albatrus), celui-ci nidifie sur Torishima et Minami-kojima. L'albatros à queue courte était sans doute la plus répandue des trois espèces d'albatros du Pacifique Nord. Des millions d'oiseaux ont été tués pour les plumes et les œufs et on pensait l'espèce éteinte en 1949. Quelques oiseaux ont survécu, et grâce aux mesures de protection, il y en reste environ 2 000 aujourd'hui mais l'avenir de l'espèce est incertain, la majorité des nids de la population mondiale se trouve sur le volcan actif de Torishima et les oiseaux sont menacés par les pêcheries palangrières.
Les modifications climatiques constituent une autre incertitude par la réduction de la disponibilité alimentaire en modifiant la température des eaux et, par une augmentation de la fréquence et de l'intensité des typhons menaçant l'élevage des poussins en raison de plus fortes pluies qui érodent les pentes raides où nichent les oiseaux.

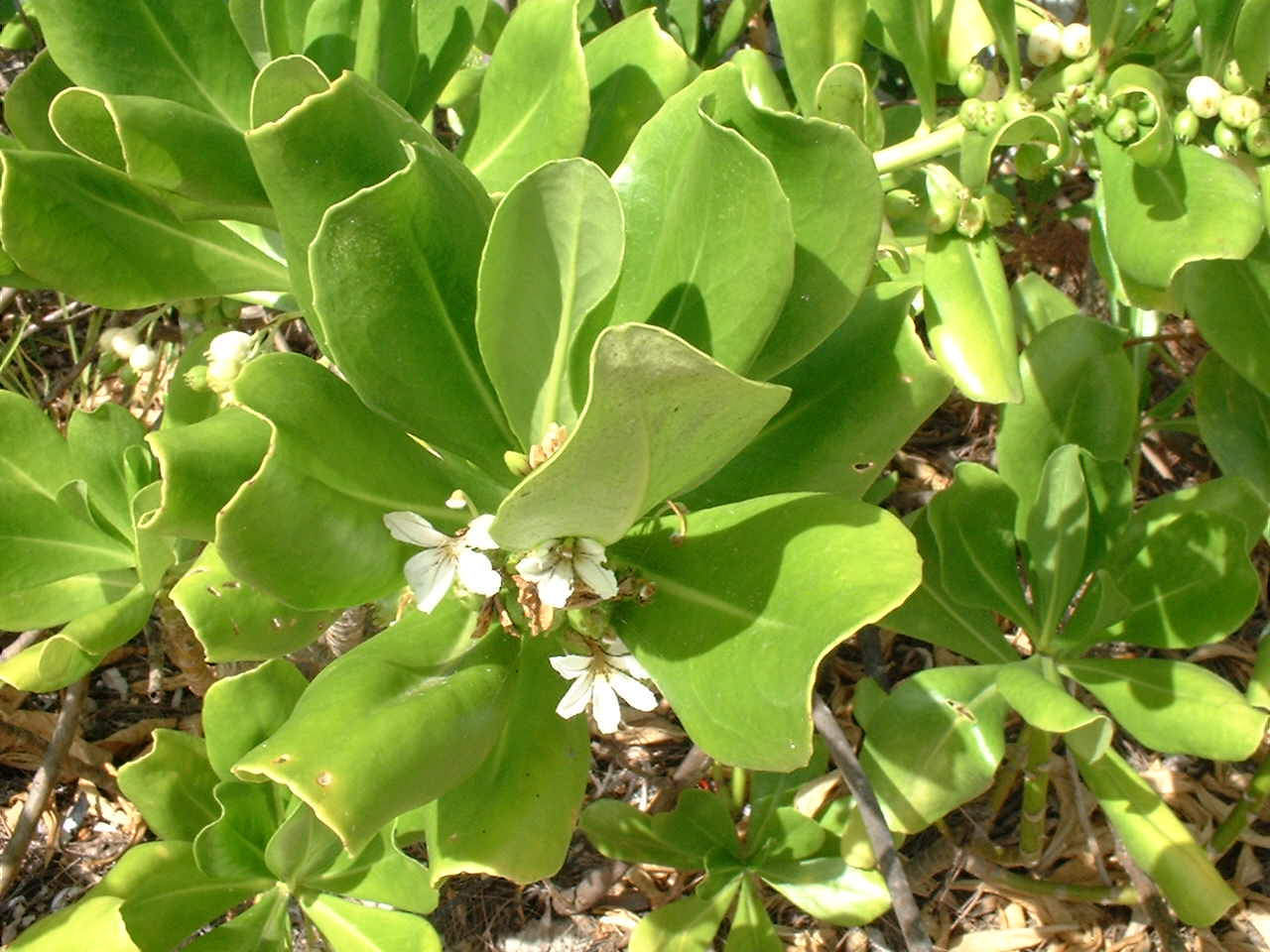
Scaevola taccada (Goodeniaceae), Veloutier vert des littoraux indo-pacifiques
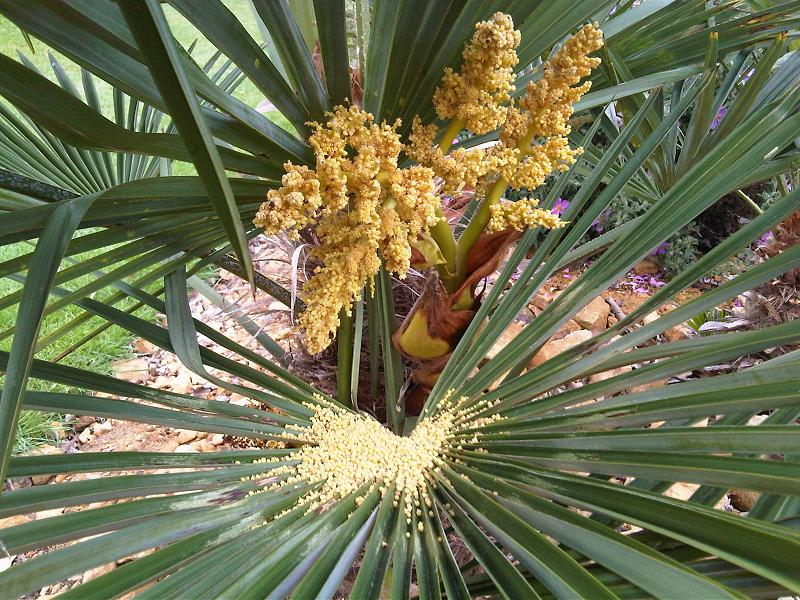
Inflorescence de Livistona chinensis
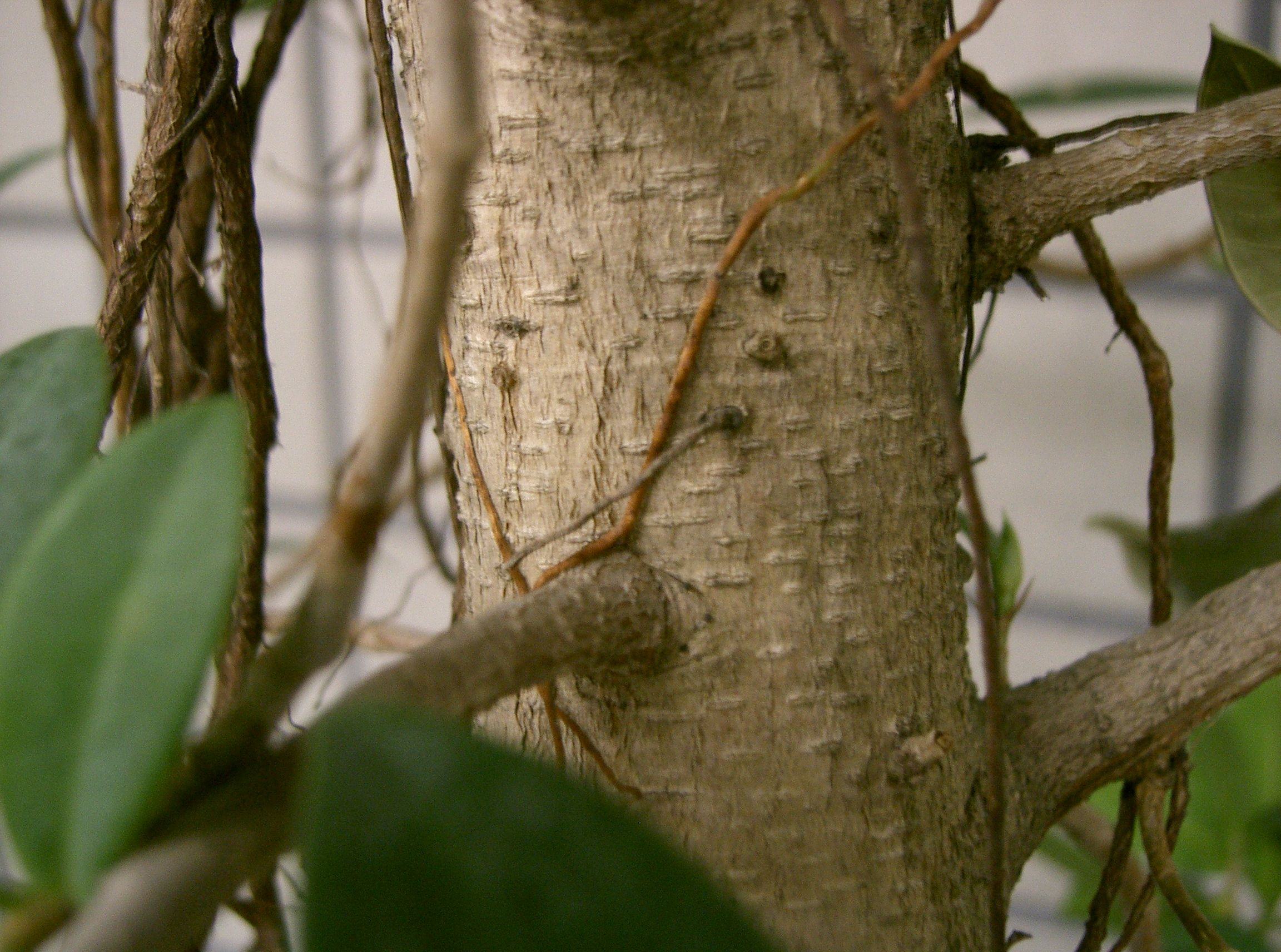
Ficus microcarpa

## Histoire
Le premier enregistrement de dénomination des îles remonte à la dynastie Ming de Chine (XIVe-XVIIe siècles) dans des livres comme Voyage avec le vent arrière (顺风相送) ou Voyage au Lew Chew (使琉球录). Les Chinois de la dynastie Ming nommaient déjà Diaoyudao ces îles . Du XIVe au XIXe siècle, elles furent utilisées comme repères de navigation par les émissaires chinois dépêchés à Naha pour l'investiture des rois du royaume de Ryūkyū (1429 — 1879). En 1758, le père Antoine Gaubil, missionnaire français, publia une carte faisant apparaître trois de ces îles sous le nom de Tiaoyu-su, Hoangouey-su et Tchehoey-su, et l'explorateur Jean-François de La Pérouse, dont la frégate l'Astrolabe s'approcha en 1787, les décrivit dans son récit de voyage inachevé.
Considérées au Japon, en termes de droit international, comme terra nullius car jamais occupées de façon permanente, ces îles auraient, selon certaines  sources chinoises, été offertes par l'impératrice Cixi à l'un de ses herboristes, Sheng Xuanhuai, en 1893, alors que des entrepreneurs japonais y exploitaient le guano et les plumes d'albatros depuis 1884. L'archipel inhabité est cependant contrôlé par le Japon, mieux au fait du droit occidental que la Chine, à partir de 1895, date à laquelle la Chine cède à l'empire du Japon Taïwan, les Pescadores et la presqu'île du Liaodong avec Port-Arthur en vertu du traité de Shimonoseki qui fait suite à la guerre sino-japonaise de 1894-1895. Les deux événements, l'occupation japonaise des îles à partir de janvier 1895 et, la conquête de plusieurs territoires chinois grâce au traité de Shimonoseki après avril 1895, sont considérés par les autorités japonaises comme deux éléments distincts. Du point de vue chinois, on considère, au contraire, depuis 1971 que les deux sont liés et que le Japon a profité de la fin de la guerre sino-japonaise pour accaparer certaines îles inhabitées appartenant à la Chine,.
À partir de 1896, le Japon prête ces îles à l'industriel Tatsushirō Koga (古賀 辰四郎, Koga Tatsushirō), qui y développe une entreprise de pêche de bonites et de traitement de plumes d'albatros employant 280 personnes,. À sa mort en 1918, son fils Zenji (善次) lui succède. La société fait faillite aux alentours de 1940 et les îles redeviennent désertes. Les terrains restent cependant la propriété de la famille Koga,.
Après la Seconde Guerre mondiale, Taïwan est rendue à la Chine, officiellement à la fin de l'occupation du Japon par les États-Unis (1945-1952) par le traité de San Francisco (1951) mais pas les îles Senkaku qui sont administrées par les États-Unis jusqu'en 1972,.

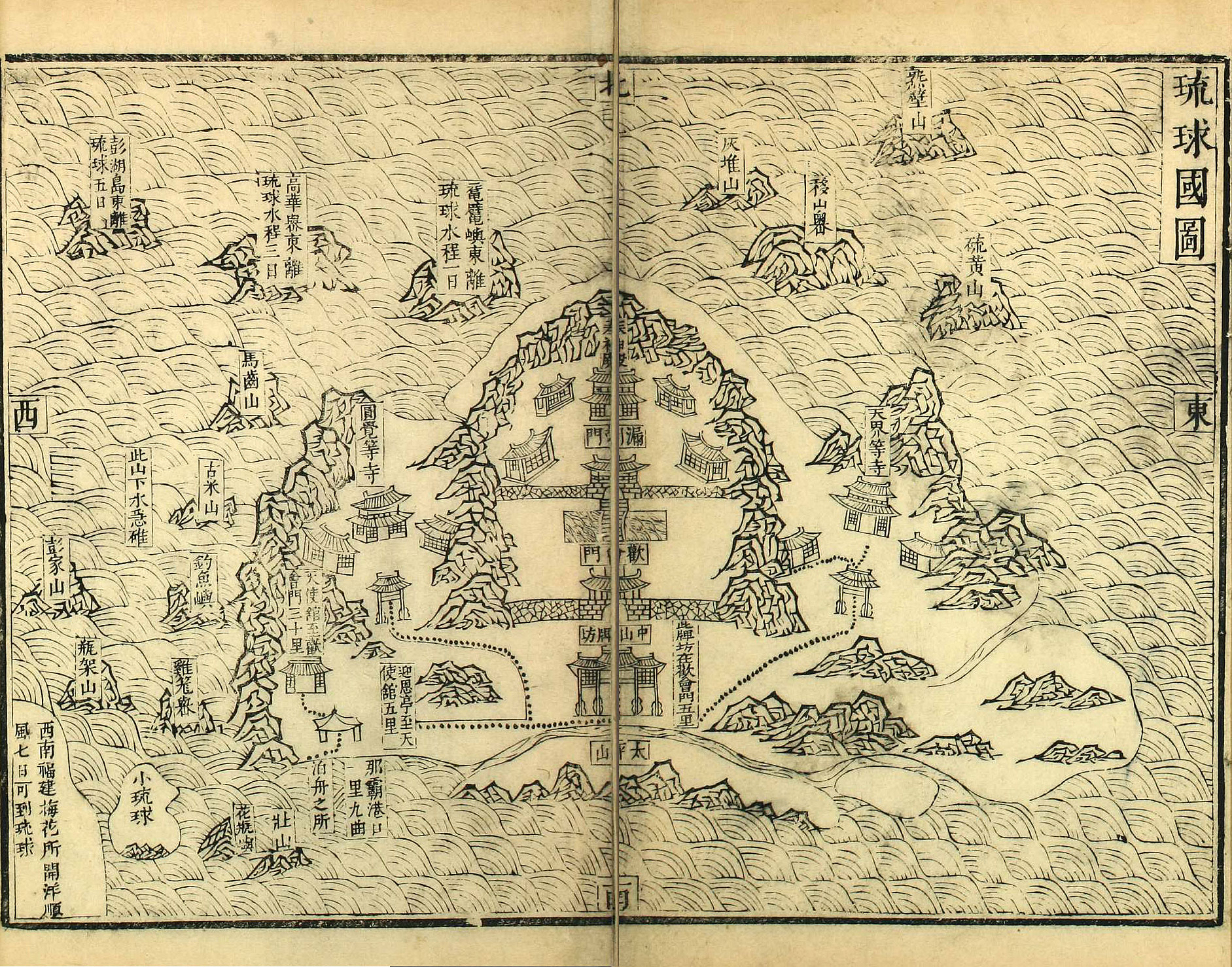
Carte du royaume de Ryukyu, par le cartographe chinois, Zheng Ruozeng (1503 - 1570)
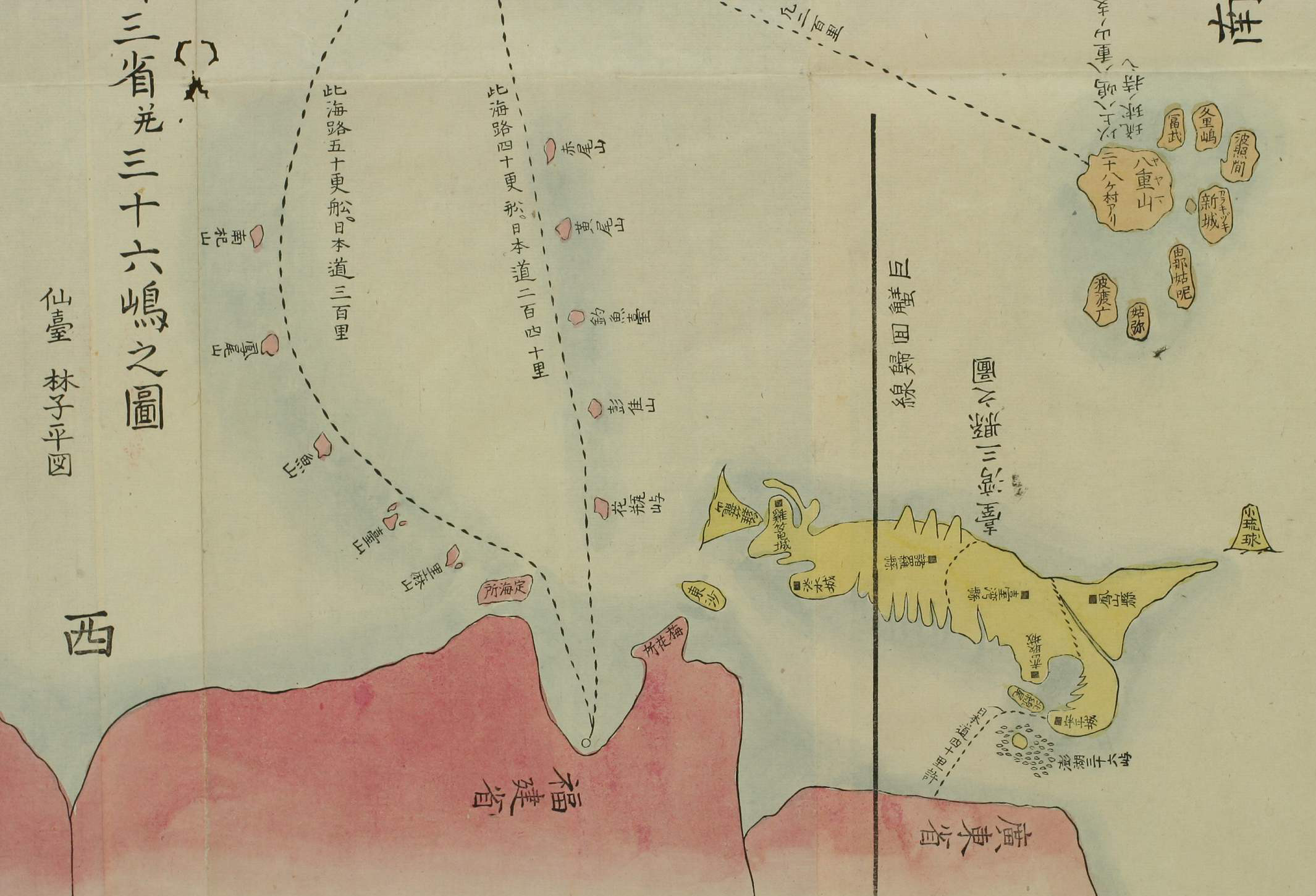
Cartographie issue d'un document japonais de Hayashi Shihei (1785) illustrant les trois pays (Sangoku Tsūran Zusetsu, 三国通覧図説)
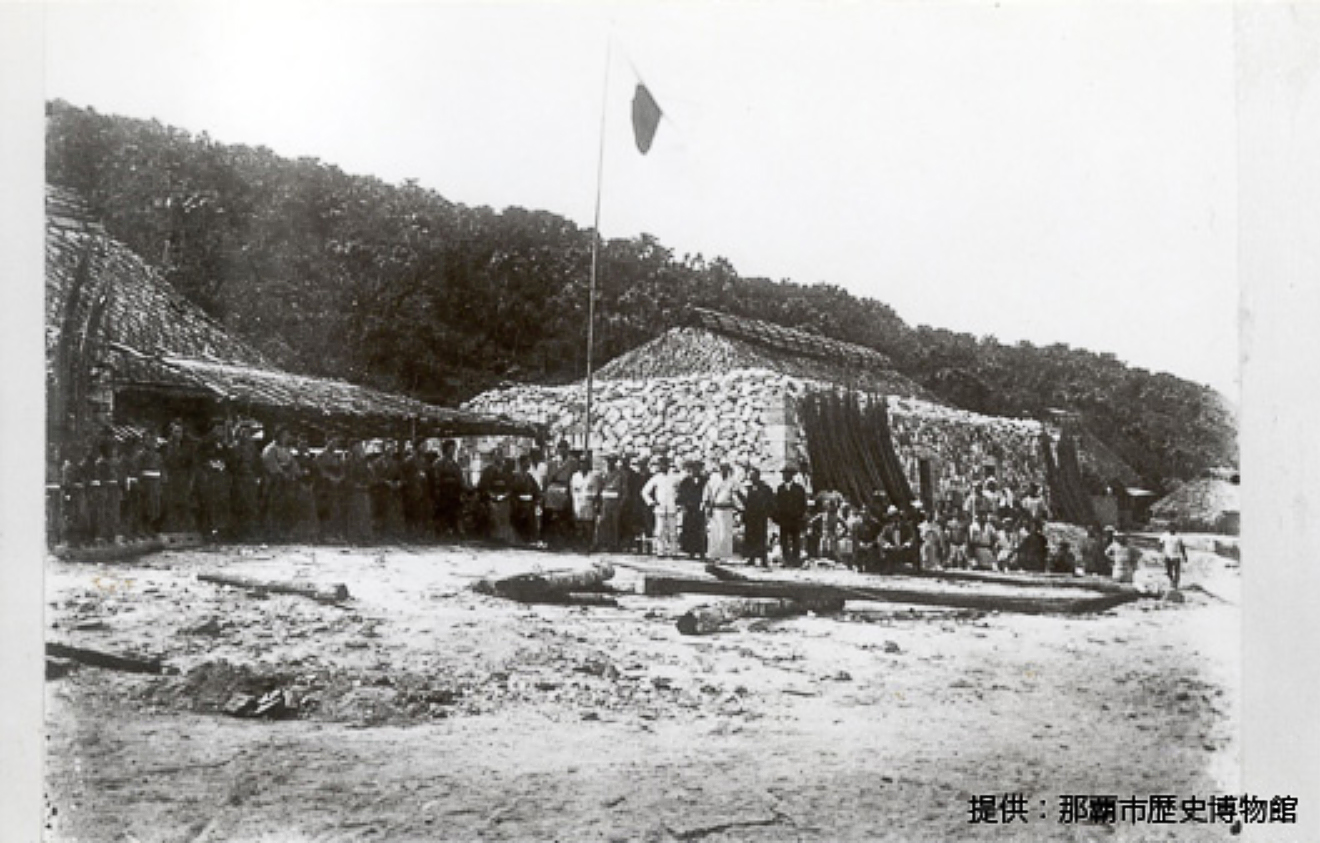
Pêcherie de bonites à Uotsuri-shima vers 1910
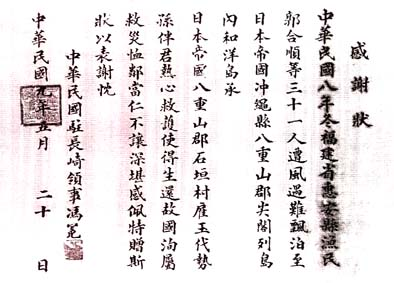
Lettre de remerciements du consul de la République de Chine, résident à Nagasaki, à Ishigakijima en 1920 concernant le sauvetage de pêcheurs de la province de Fujian et dans laquelle il reconnaît l'appartenance des îles Senkaku au territoire japonais, conformément au traité de Shimonoseki en 1895, traité dans lequel la Chine dut céder au Japon Taïwan et ses îles environnantes[30],[réf. incomplète].
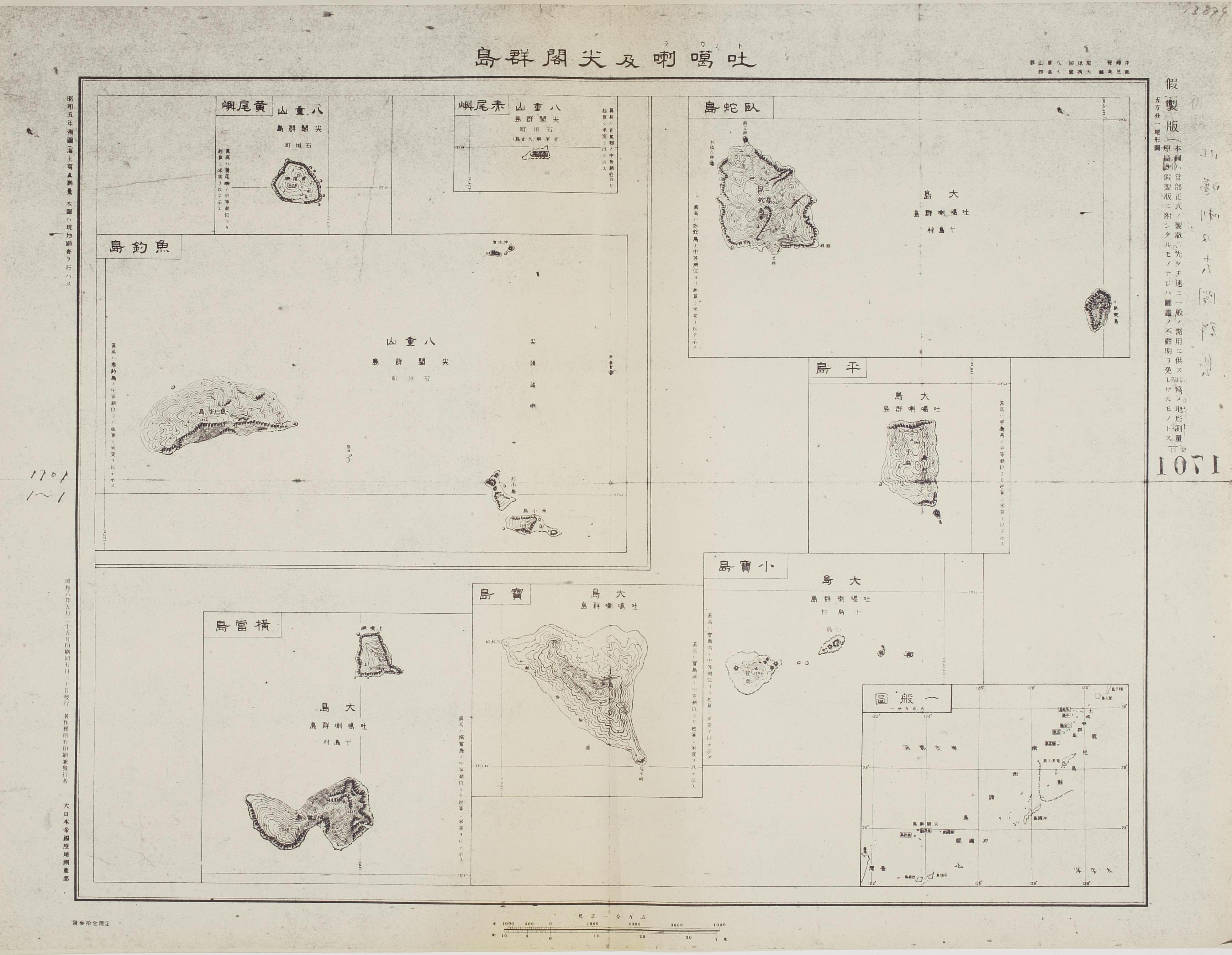
Carte de Tokara et des îles Senkaku, document japonais de 1933[31],[réf. incomplète]

En 1969, un rapport d'une commission des Nations unies indique que des ressources pétrolières pourraient se trouver dans les fonds entourant les îles.
À partir de 1971, la question de la souveraineté des îles Senkaku se transforme en conflit territorial non armé entre la république populaire de Chine, la république de Chine (Taïwan) et le Japon qui revendiquent tous les trois l'archipel. De nombreux incidents, démonstrations nationalistes et manifestations se produisent. Selon le point de vue du droit international, la souveraineté japonaise est établie mais, comme pour les autres différends maritimes de mer de Chine méridionale, les Chinois évoquent des « droits historiques ».